# 康楽礁

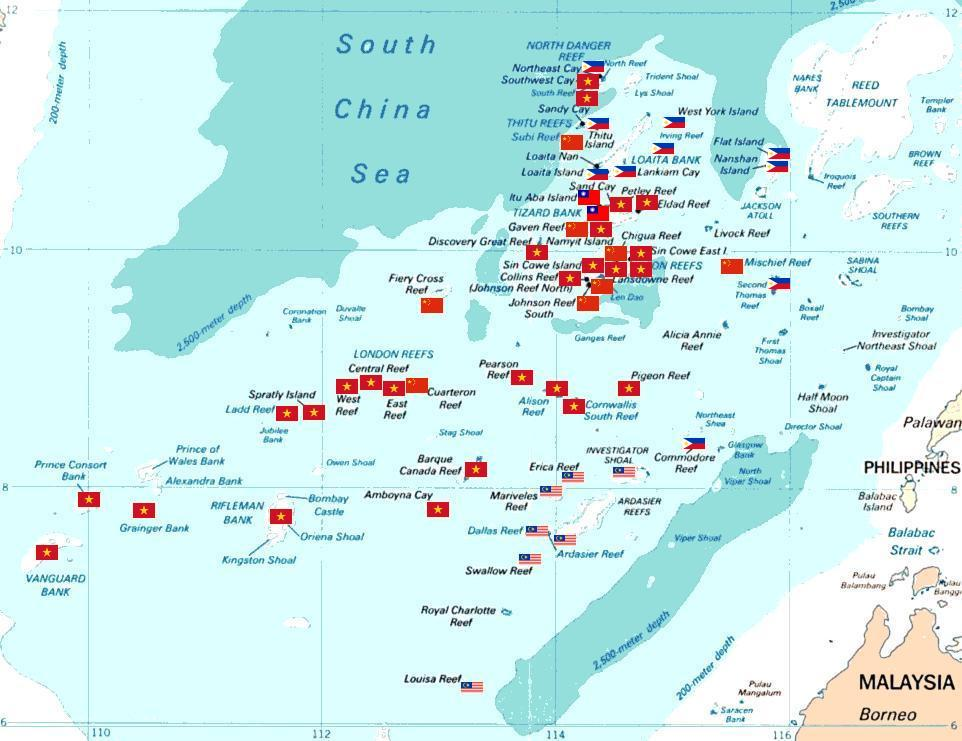
南沙諸島における南シナ海周辺諸国の実効支配状況

康楽礁（英語：Corn Wallis Reef）は、南沙諸島のユニオン堆（英語：Union Banks、中国語: 九章群礁）と呼ばれる堆の北端にある暗礁である。景宏島から北東6.5海里離れている。
中華人民共和国、中華民国（台湾）、ベトナムとフィリピンが主権を主張している。